# Элджернон
Элджернон, также А́лджернон (англ. Algernon) — английское мужское имя.
Имя произошло от прозвища Альс Жернон (старофр. als gernons, лат. Asgernuns, Ohtlesgernuns) — «с усами», которое носил Уильям I де Перси, родоначальник англо-нормандского аристократического рода Перси. Первым носителем имени был Элджернон Перси (13 октября 1602 — 13 октября 1668), 4/10-й граф Нортумберленд.

## Известные носители имени
британская знать
- Элджернон Перси (1602—1668), 4/10-й граф Нортумберленд и 4/10-й барон Перси с 1632.
- Элджернон Сеймур (1684—1750), 1-й барон Перси с 1722, 7-й герцог Сомерсет, 7-й граф Хартфорд, 7-й барон Бошамп из Хатча, 5-й барон Сеймур из Троубриджа с 1748, 1-й граф Нортумберленд, 1-й граф Эгремон и 1-й барон Уоркуорт с 1749, родоначальник 3-го рода Перси.
- Элджернон Сент-Мор (1813—1894), 14-й герцог Сомерсет с 1891.
- Элджернон Сеймур (1846—1923), 15-й герцог Сомерсет с 1894.

другие
- Алджернон Блэквуд (1869—1951) — английский писатель, классик литературы ужасов.
- Элджернон Модсли (1873—1948) — британский яхтсмен, двукратный чемпион летних Олимпийских игр 1900.
- Алджернон Чарльз Суинбёрн (1837—1909) — английский поэт.
- Хью Элджернон Уэдделл (1819—1877) — британский ботаник.

- Элджернон — мышонок, заглавный герой фантастического рассказа Даниэла Киза «Цветы для Элджернона», удостоенного премии «Хьюго», позже переписанного в одноимённый роман, получивший премию «Небьюла»; получил имя в честь Алджернона Суинбёрна.